# 通町筋停留場
通町筋停留場（とおりちょうすじていりゅうじょう）は、熊本県熊本市中央区手取本町（てとりほんちょう）4番地にある熊本市交通局の電停。鶴屋百貨店の最寄であることから鶴屋百貨店前の副名称がある。停留所番号は11。A系統・B系統が停車する。

## 利用可能な鉄道路線
- 熊本市交通局
  - 幹線 - A系統・B系統

## 歴史

### 年表
- 1924年（大正13年）8月1日：手取本町駅として開業。
- 時期不明：廃止。
- 1950年（昭和25年）12月16日：通町筋停留場として再開業。
- 2024年（令和6年）12月31日：熊本城・市役所前停留場南側付近で脱線事故が発生。通町筋停留場を含む辛島町 - 水道町間が3日間不通となった[1]。
- 2025年（令和7年）
  - 1月15日：前日夜から熊本城・市役所前電停付近でレール幅が修正する緊急工事が行われたため、同月16日にかけて辛島町 - 水道町電停間が不通となった[2]。
  - 3月25日：熊本城・市役所前停留場で発生した車両追突事故が発生。翌日にかけて辛島町 - 水道町電停間が不通となった[3]。
  - 6月1日：熊本城・市役所前停留場付近でレールの剥落が発見される。午後1時過ぎから辛島町 - 水道町電停間が不通となった[4]。

### 停留場名の由来
周辺の地名にちなむ。熊本城内への主要交通路であったことから通町の通称が付いた。ちなみに上通・下通の名は通町の上下に位置することに由来する。

## 停留場構造

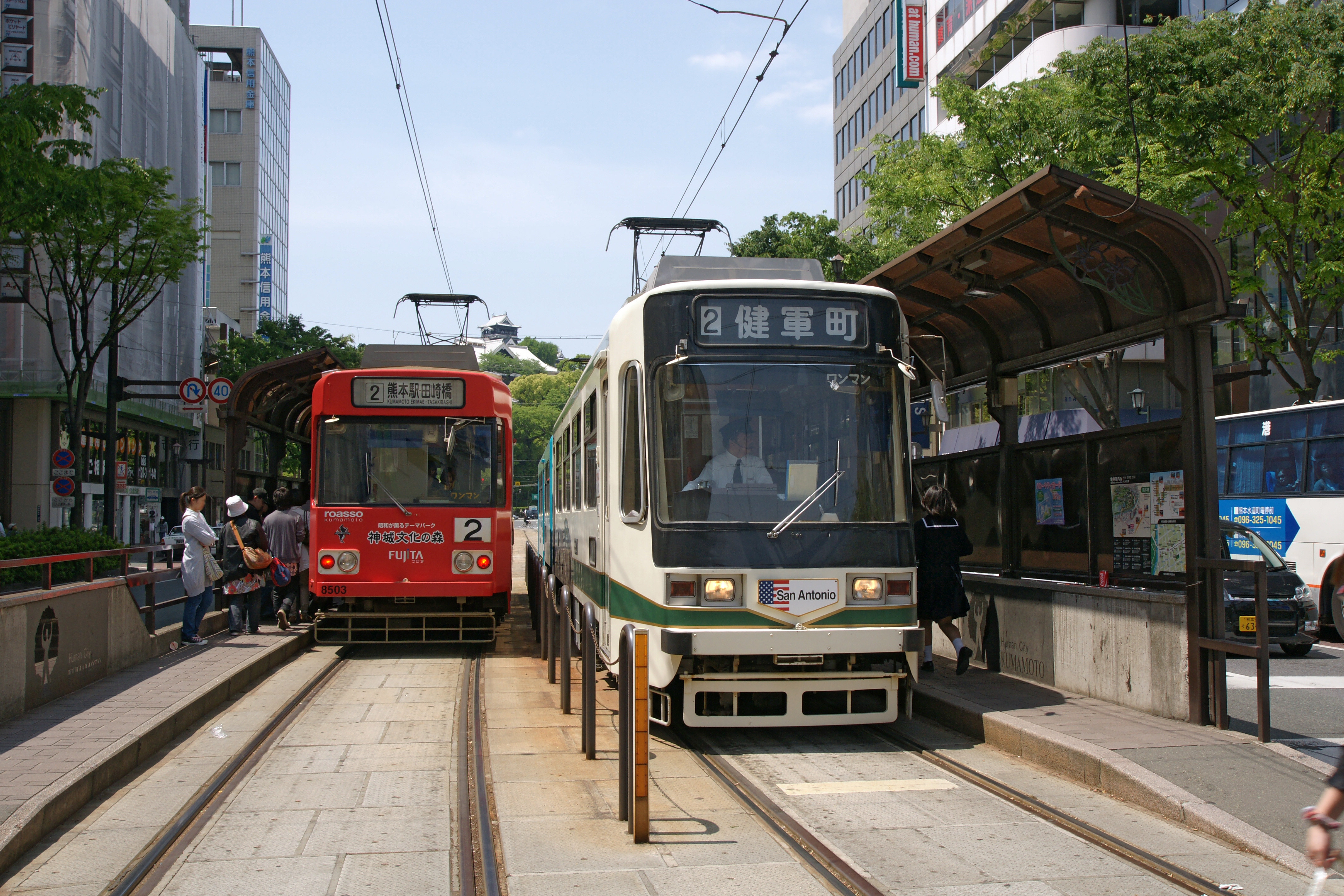
電停の様子

相対式2面2線、全長約20mある。北側が健軍町方面、南側が熊本駅前、上熊本方面ののりば。横断歩道を渡ってアクセスする。車椅子対応。
| のりば           | 路線           | 方向 | 行先                                         |
| ---------------- | -------------- | ---- | -------------------------------------------- |
| 南側（下通り側） | ■A系統         | 上り | 辛島町・河原町・熊本駅・田崎橋方面           |
| 南側（下通り側） | ■B系統         | 上り | 辛島町・洗馬橋・本妙寺入口・上熊本方面       |
| 北側（上通り側） | ■A系統・■B系統 | 下り | 交通局前・新水前寺駅・水前寺公園・健軍町方面 |

## 利用状況
2015年度の乗車人員数は3,850人である。熊本市の繁華街にあるため、熊本駅前停留場に次ぎ、熊本市交通局の電停の中で2番目に利用者が多い。
| 年度   | 1日平均 乗車人員 | 1日平均 乗降人員 |
| ------ | ---------------- | ---------------- |
| 2011年 | 2,954            | 5,920            |
| 2012年 | 3,068            | 6,357            |
| 2013年 |                  | 6,747            |
| 2014年 | 3,690            | 7,327            |
| 2015年 | 3,850            | 7,755            |

## バス路線
- 通町筋 - 東へ約200m。中心市街地と郊外を結ぶ大部分の路線を利用できる。北・東区（県庁・清水）方面行きは路線によってのりばが2箇所（びぷれす熊日会館前（東行き）と、カトリック手取教会前（北行き））に分かれている[注釈 1]。なお、西・南区（桜町BT・熊本駅）方面行きのりばは、鶴屋百貨店本館前にある[注釈 2]。
  - 産交バス
  - 電鉄バス
  - 熊本バス
  - 熊本都市バス

### びぷれす熊日会館前
○熊本都市バス
- G1-2：託麻南・トラックターミナル（熊本整形外科・保田窪四ツ角・東西線・鉄工団地・日赤病院北口経由）
- G1-4：長嶺小学校（熊本整形外科・警察学校・東西線・日赤病院・長嶺団地経由）
- G1-5：パークドーム（熊本整形外科・保田窪四ツ角・日赤病院・長嶺団地・免許センター経由）
- G3-1：県立劇場（熊本整形外科・大江渡鹿経由）
- G3-2：水前寺駅北口（熊本整形外科・大江渡鹿・県立劇場・開新高校前経由）
- H1-1：日赤・長嶺（熊高正門・保田窪・帯山経由）
- H1-1：日赤・月出（熊高正門・保田窪・帯山・長嶺団地経由）
- H2-1：日赤・長嶺（水前寺駅・保田窪・帯山経由）
- H2-1：日赤・月出（水前寺駅・保田窪・帯山・長嶺団地経由）
- H3-1：日赤・長嶺（水前寺公園・県庁西門・帯山経由）
- H3-1：日赤・月出（水前寺公園・県庁西門・帯山・長嶺団地経由）
- H3-2：日赤・長嶺（水前寺公園・県庁西門・尾ノ上小学校前経由） - 本数少（平日のみ運行）
- H3-3：託麻南（水前寺公園・県庁西門・帯山・鉄工団地経由）
- H3-4：託麻南（水前寺公園・県庁西門・帯山・日赤病院経由）
- J1-1：小峯営業所（水前寺駅・京塚・新外経由） - 一部上熊本駅前発があるが、本数少(平日のみ)
- J1-2：小峯（水前寺駅・京塚・新外経由）
- J1-3：三山荘（水前寺駅・京塚・新外・小峯・竜穴経由）
- J2-2：小峯（水前寺駅・京塚・新外・小峯営業所・東稜高校経由） - 本数少（平日・土曜のみ運行）
- J3-3：三山荘（水前寺駅・京塚・新外・小峯･戸島神社前経由）
- K1-2：画図橋（水前寺公園・県庁・神水町・動植物園西口経由） - 本数少
- L0-0：八王寺環状線（水前寺公園・画図道経由）
- W1-1：水道町
- 国立病院シャトルバス（水道町行き）

●産交バス
- A1-1：若葉校前（水前寺公園・県庁・動植物園前経由） - 平日夕1本のみ運行
- L4-1：沼山津・小楠記念館入口（熊商・健軍電停・東区役所経由）
- L5-1：御船（健軍電停・沼山津・東無田・木倉経由）
- L6-3：木山（熊商・健軍電停経由）
- K1-1：木山（水前寺公園・県庁・市民病院・動植物園前・東野中学前経由）
- K1-5：川尻町・リバグリーン八幡（水前寺公園・県庁・神水町・中央病院・済生会病院経由） - 本数少（平日のみ運行）
- K3-1：沼山津・小楠記念館入口（県庁・自衛隊前・健軍四ツ角経由）
- K3-3：木山（県庁・自衛隊前・健軍四ツ角経由）
- K4-1：沼山津・小楠記念館入口（県庁・自衛隊前・佐土原・花立一丁目経由）- 平日・土曜のみ運行
- K4-2：阿蘇くまもと空港（県庁・自衛隊前・佐土原経由） - 本数少（平日のみ運行）
- K4-3：佐土原・木山（県庁・自衛隊前経由）
- K5-1：光の森産交（水前寺公園・県庁・東バイパス・ゆめタウン光の森経由）
- K5-2：光の森産交（水前寺公園・県庁・北バイパス・二里木・武蔵ヶ丘経由）
- K6-0：県会議事堂（水前寺公園・県庁経由）
- G2-3：八反田・戸島（熊本整形外科・託麻原本通り・保田窪・託麻まちづくりセンター経由）
- R1-1・R1-2・R1-5・S4-7・S4-8・S4-9・U4-2・U4-3：水道町
- 空港リムジン(AP)：阿蘇くまもと空港
- 快速たかもり号(TM)：高森中央
- 高速ひのくに号：福岡(天神・博多駅)、福岡空港
- 高速りんどう号：長崎(長崎駅・中央橋)
- 特急やまびこ号：大分(トキハ前・県庁正門前
- 高速なんぷう号：宮崎(宮交シティ・宮崎駅)
- 高速きりしま号：鹿児島(鹿児島中央駅・鹿児島本港)
- 九州横断バス：阿蘇駅前・黒川温泉・別府駅

●熊本バス
- K1-3：城南（県庁・画図橋・イオンモール熊本経由）
- K1-4：甲佐（県庁・画図橋・イオンモール熊本経由）
- K2-1：イオンモール熊本（県庁・健軍・東区役所・嘉島町役場経由）
- K2-3：城南（県庁・健軍・嘉島町役場・イオンモール熊本経由）
- K2-4：甲佐（県庁・健軍・御船経由）
- K2-5：砥用（県庁・健軍・御船・甲佐経由）
- K6-0：県庁・北窪
- L1-1：江津団地（水前寺公園・画図道経由）
- L1-2：イオンモール熊本（水前寺公園・画図道・江津団地経由）
- L2-2：イオンモール熊本（水前寺公園・画図道・セイラタウン経由）
- M0-0：はません環状（尚絅校前・九品寺・中央病院経由中の瀬車庫行き）
- P4-2：イオンモール熊本（尚絅校前・九品寺・中央病院経由）

### カトリック手取教会前
●電鉄バス
- C1-2：菊池プラザ（堀川・御代志・富の原経由、一部菊池市役所経由）
- C1-3：菊池温泉（堀川・御代志・富の原経由、一部菊池市役所経由）
- C3-2：菊池プラザ（山室・御代志・富の原経由）
- C3-3：菊池温泉（山室・御代志・富の原経由）
- C4-1：外沖・南原（三軒町・山室経由）
- C4-2：大鳥居・立石（三軒町・山室経由）
- C4-3：大鳥居・立石（三軒町・山室・菊南温泉ユウベルホテル経由）
- C4-4 立石・北区役所（三軒町・KMバイオ経由）- 平日日中の時間帯のみの運行
- C4-5 立石・北区役所（三軒町・山室・菊南温泉ユウベルホテル経由）- 平日日中の時間帯のみの運行
- C5-2：光の森駅（三軒町・堀川・新地団地・武蔵ヶ丘・ゆめタウン光の森経由）
- C5-3：武蔵ヶ丘車庫（三軒町・堀川・新地団地経由）
- C5-4：杉並台（三軒町・堀川・新地団地経由）
- C5-5：泉ヶ丘・下群（三軒町・堀川・新地団地経由)
- C5-6：合志市役所（三軒町・堀川・新地団地経由）
- C6-5：泉ヶ丘・下群（三軒町・堀川・楠団地経由）- 平日朝1本のみ運行
- C9-1：楠団地（三軒町・清水ヶ丘経由) - 平日朝1本のみ運行
- C9-2：光の森駅（三軒町・清水ヶ丘・楠団地・ゆめタウン光の森経由）
- C9-3：武蔵ヶ丘車庫（三軒町・清水ヶ丘・楠団地経由）
- C9-4：杉並台（三軒町・清水ヶ丘・楠団地・武蔵ヶ丘経由）
- C9-5：泉ヶ丘・下群（三軒町・清水ヶ丘・楠団地・武蔵ヶ丘経由）
- C9-7：光の森駅（三軒町・清水ヶ丘・岩倉台・楠団地・ゆめタウン光の森経由）
- C7-3：武蔵ヶ丘車庫（三軒町・清水ヶ丘・麻生田小前・楠団地経由）
- C7-4：杉並台（三軒町・清水ヶ丘・楠団地・武蔵ヶ丘中央・新山経由）
- C7-5：泉ヶ丘・下群（三軒町・清水ヶ丘・麻生田小前・楠団地・武蔵ヶ丘経由）
- E2-1：楠団地（子飼橋・熊本大学・二里木経由）
- E2-2：光の森駅（子飼橋・熊本大学・二里木・楠団地経由）
- E2-3：武蔵ヶ丘車庫（子飼橋・熊本大学・二里木・楠団地経由） - 夜のみ運行

○熊本都市バス
- F3-1：水前寺鳥居（子飼橋・県立劇場・北水前寺経由）
- F3-2：画図橋（子飼橋・県立劇場・北水前寺・水前寺鳥居・画図道経由）
- G4-1：大江六丁目（明午橋・市立図書館経由）

●産交バス
- E2-0：竜田口駅（子飼橋・熊本大学経由） - 平日朝のみ運行
- E2-1：楠団地（子飼橋・熊本大学・竜田口駅・二里木経由）
- E3-1：光の森産交（子飼橋・熊本大学・竜田口駅・二里木・菊陽バイパス経由） - 平日のみ運行
- E3-2：光の森産交（子飼橋・熊本大学・二里木・ゆめタウン光の森経由）
- E3-3：光の森産交（子飼橋・熊本大学・竜田口駅・二里木・武蔵ヶ丘・南ヶ丘小学校前経由）
- E3-4：光の森産交（子飼橋・熊本大学・竜田口駅・二里木・三里木経由）
- E3-5：大津・吹田団地（子飼橋・熊本大学・竜田口駅・二里木・三里木経由） - 昼14時以降のみ運行
- F1-1：東熊本第二病院（子飼橋・供合経由）
- F1-2：光の森産交（子飼橋・供合経由）
- F2-1：八反田・小山団地（子飼橋・託麻原本通り・託麻まちづくりセンター経由）
- F2-3：八反田・戸島（子飼橋・託麻原本通り・託麻まちづくりセンター経由）

### 鶴屋百貨店本館前
○熊本都市バス
- 各路線：桜町BT行き
- K6-0・J1-1：上熊本駅（市役所前・壺井橋・県立体育館前経由）
- J1-2・J1-3：熊本駅（桜町BT経由） - 本数少
- P3-1：長溝団地（桜町BT・辛島町・南熊本駅前・八王寺経由）
- U4-1：新町・城西校（桜町BT経由）
- W1-1・W2-1：荒尾橋(桜町BT・国立病院前・慈恵病院経由)
- 国立病院シャトルバス（桜町BT経由国立病院構内行き）

●産交バス
- 各路線：桜町BT行き
- 高速・特急バス各路線及び空港リムジン（降車のみ）
- 快速たかもり号(TM)：西部車庫（桜町BT・熊本駅経由）
- 通町直行便（降車のみ）
- A1-1：富尾団地（京町本丁経由） - 平日朝1本のみ運行
- A4-2：小野泉水公園（市役所前・京町本丁・植木・北区役所経由） - 本数少（平日のみ朝夕運行）
- E3-2・E3-3：熊本駅（桜町BT経由）
- R1-1：市道・川尻町（桜町BT・迎町・世安町・下近見（旧道）・南高江（旧道）・川尻駅前経由）
- R1-2：川尻町・国町（桜町BT・迎町・世安町・下近見（旧道）・南高江（旧道）・川尻町（旧道）・杉島経由）
- R1-5：松橋（桜町BT・迎町・世安町・下近見（旧道）・南高江（旧道）・川尻町（旧道）・杉島・国町・宇土駅前経由）
- S1-0：西部車庫（桜町BT・春日校・田崎市場前経由）
- S3-0：西部車庫（桜町BT・熊本駅・蓮台寺経由）
- S4-1：アクアドーム（桜町BT・熊本駅・野口町経由）
- S4-2：五丁（桜町BT・熊本駅・野口町・並建経由）
- S4-3：川口二丁（桜町BT・熊本駅・野口町・並建・天明総合出張所経由）
- S4-9：JA飽田支所（桜町BT・熊本駅・白藤・会富経由）
- T1-1：小島（桜町BT・熊本駅・田崎市場前・上高橋経由）
- T1-2：中島・五丁（桜町BT・熊本駅・田崎市場前・上高橋・小島経由）
- T2-1：小島（桜町BT・熊本駅・田崎市場前・西高校前経由）
- T3-0：西部車庫（桜町BT・熊本駅・田崎市場前経由）
- U4-2：谷尾崎（桜町BT・新町・筒口・戸坂経由）
- U4-3：小島（桜町BT・新町・筒口・戸坂・谷尾崎・池の上・西区役所前経由）

●電鉄バス
- 各路線：桜町BT行き
- C1-1・C1-2・C3-2・C5-3・C7-3・E2-2：熊本駅行き（桜町BT経由）
- C1-3・C3-3・C5-4・C9-4：熊本駅・蓮台寺入口行き（桜町BT経由）

●熊本バス
- 各路線：桜町BT行き

## 停留場周辺

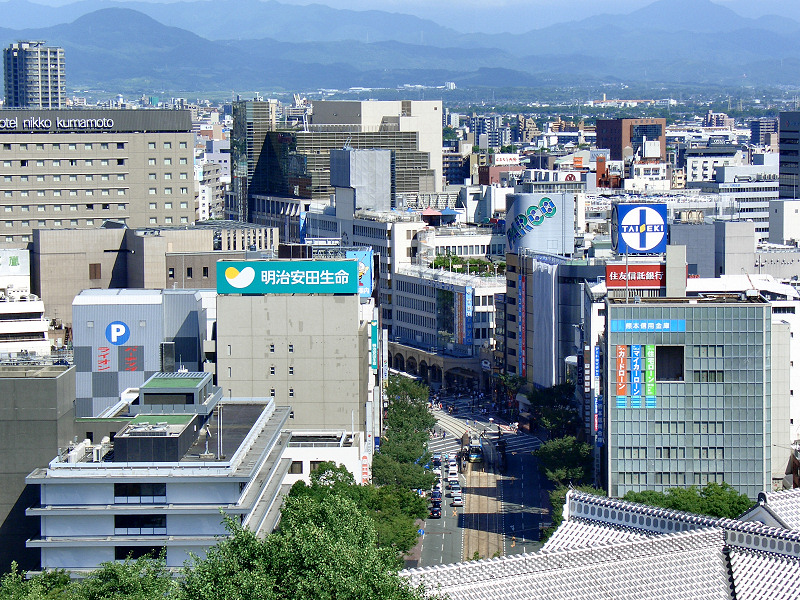
通町筋俯瞰

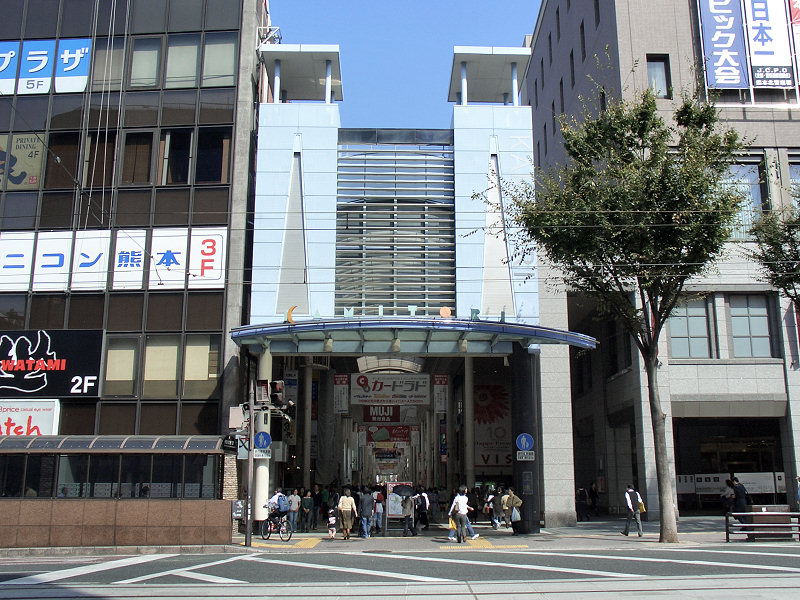
上通商店街

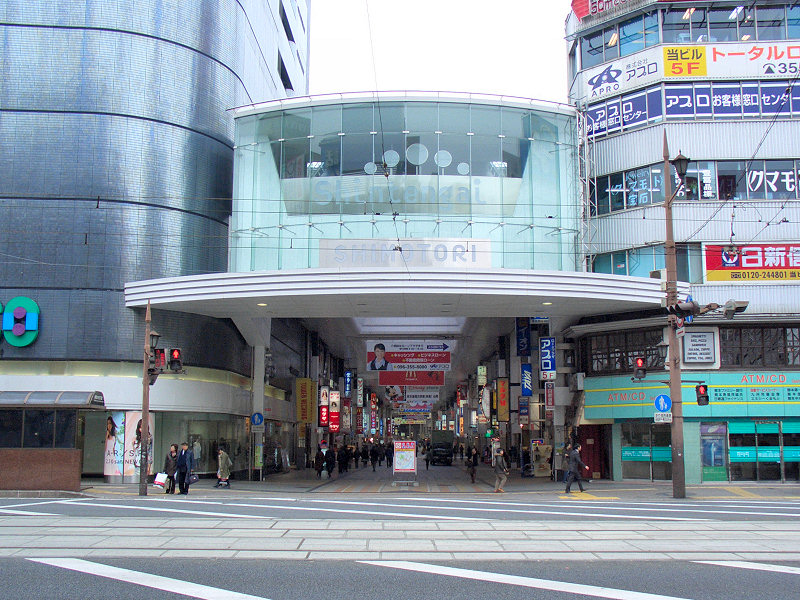
下通商店街

通町筋停留場周辺が中・南九州地区で最大級のショッピングゾーンとなっており、百貨店やファッションビルが立ち並ぶ。また、上通と下通の大アーケード商店街が電停を挟んで南北に貫いており、終日、賑わいを見せている。西側を見上げるとビルの谷間から熊本城の天守閣が望める。
- 鶴屋百貨店(本館・ウィング館）
- びぷれす熊日会館（鶴屋New-S、熊本市現代美術館など）
- HAB@（パルコ）・OMO5熊本 by 星野リゾート
- COCOSA（旧ダイエー熊本下通店）
- aune KUMAMOTO
- ホテル日航熊本
- カリーノ下通
- 上通商店街（アーケード）
- 熊本電鉄 藤崎宮前駅
- 下通商店街（アーケード）
- 大劇会館（スポルト熊本（ボウリング場）、熊本マンガアーツなどが入居）
- 三井住友信託銀行熊本支店
- 熊本信用金庫本店
- 熊本第一信用金庫上通支店
- 熊本銀行下通支店
- 同仁堂本社
- 金龍堂本社
- 日専連ファイナンス本社
- メガネの大宝堂上通本店
- ファインビル（アニメイト熊本店・メロンブックス熊本店他）
- 小泉八雲熊本旧居 （熊本市指定有形文化財）
- 日本郵政グループ熊本ビル（旧日本郵政公社九州支社、旧九州郵政局）
  - 日本郵便株式会社　九州支社・熊本監査室・熊本共通事務集約センター・熊本城東郵便局
  - ゆうちょ銀行 九州エリア本部・熊本地域センター・熊本支店
  - かんぽ生命保険 九州エリア本部・熊本支店
  - 日本郵政株式会社 九州施設センター・九州郵政健康管理センター熊本分室
- 熊本安政郵便局
- 熊本信愛女学院中学校・高等学校

## 隣の停留場
熊本市交通局
■A系統・■B系統（幹線）
熊本城・市役所前電停 (10) - 通町筋電停 (11) - 水道町電停 (12)